# Batalha de Cápua (211 a.C.)
A Segunda Batalha de Cápua foi uma batalha travada em 211 a.C. durante a Segunda Guerra Púnica entre as forças da República Romana e os exércitos cartagineses de Aníbal. Os romanos foram vitoriosos e conseguiram capturar a importante cidade de Cápua.

## Contexto
A cidade de Cápua, capital da Campânia e a segunda mais importante cidade de toda a península Itálica depois de Roma, desertou para os cartagineses depois da Batalha de Canas em 216 a.C.. Além disto, a cidade, sob o comando de Aníbal, formou um poderoso exército de 14 000 homens, incluindo uma poderosa cavalaria. Durante as campanhas de 215 e 214 a.C., o coração do teatro de operações da Segunda Guerra Púnica foi a Campânia, mas, já em meados deste ano, um dos exércitos romanos que atuavam na região foi movido para a Sicília e os demais se concentraram em atacar os aliados dos cartagineses no Sâmnio, na Apúlia e na Lucânia. No ano seguinte, a guerra na península Itálica mudou para a fronteira entre a Lucânia e Brúcio, o norte da Apúlia e Salentino, o que deu um respiro a Cápua, cujo território, depois de anos de guerra, estava arrasado e improdutivo.

## Movimentação prévia
No início do consulado de 212 a.C., o Senado Romano decidiu que os novos cônsules, Ápio Cláudio Pulcro e Quinto Fúlvio Flaco, se juntassem com o objetivo comum de capturar a "pérfida Cápua". Como os exércitos consulares invernaram perto de Sâmnio, os campânios passaram a temer que as operações da campanha do ano seguinte fossem contra eles e pediram ajuda a Aníbal, solicitando tropas e alimentos. O envio de cereis a partir de uma acampamento cartaginês perto de Benevento fracassou quando ele foi tomado de assalto por Fúlvio Flaco. A cavalaria campana, reforçada por 2 000 cavaleiros númidas, atacou as tropas romanas infligindo-lhes 1 500 baixas e dando oportunidade para que Aníbal conseguisse chegar.
Vindo de Salentino, os dois exércitos se enfrentaram na Primeira Batalha de Cápua, na qual os cartagineses conseguiram levantar o cerco e expulsar as forças romanas. O exército de Fúlvio Flaco foi para a Cumas enquanto que o de Cláudio Pulcro seguiu para a Lucânia, onde estava disperso o exército de escravos de Tibério Semprônio Graco depois que ele foi morto na Batalha dos Campos Antigos. Aníbal decidiu persegui-lo, que estava na Lucânia esperando a chegada de um novo exército romano liderado por Marco Centênio Pênula.
Com Aníbal distante, os dois cônsules voltaram para a região de Cápua, armazenando grandes quantidades de cereais vindos da Etrúria e da Sardenha em duas posições vizinhas: a cidade de Casilino e uma fortificação junto à foz do rio Volturno, garantindo suprimentos mesmo em caso de ataque. Além disto, os dois convocaram um terceiro exército, o do pretor Caio Cláudio Nero, que estavam em Suéssula, e começaram a construir uma paliçada dupla com fosso também duplo ao redor de Cápua (contravalação). Apesar dos contínuos ataques dos defensores capuanos e da guarnição cartaginesa, as tarefas de cerco se completaram antes do final do mandato dos dois. Aníbal, enquanto isto, continuou suas operações na Lucânia, aniquilando, na Batalha do Silaro, o exército de Pênula. De lá, seguiu para a Apúlia, onde destruiu completamente o exército do pretor Cneu Fúlvio Flaco, irmão do cônsul, na Primeira Batalha de Herdônia. Finalmente, seguiu para Salentino para tentar finalmente tomar a cidadela de Taranto (ele já havia capturado a cidade), mas não conseguiu. Depois disto, seguiu para a colônia romana de Brundísio.
Ali, recebeu o pedido desesperado de uma embaixada campana que urgia que ele voltasse para socorrer Cápua, pois o muro de cerco romano estava prestes a ser completado. Iniciado já o novo consulado de 211 a.C. nos idos de março, Cláudio Pulcro e Fúlvio Flaco permaneceram à frente do cerco de Cápua na posição de procônsules. No início da primavera, Aníbal alistou um exército o mais ligeiro possível, incluindo uma cavalaria, 33 elefantes e infantaria, e deixou sua caravana de bagagem em Brúcio. Seguiu à frente desta força até a Campânia em marchas forçadas e conseguiu tomar a fortaleza de Calácia, a sudeste de Cápua. Depois disto, acampou num vale na encosta de seu acampamento habitual no monte Tifata.

## Batalha
Imediatamente depois, Aníbal tentou, durante cinco dias seguidos, romper as defesas romanas que cercavam Cápua. Ápio Cláudio Pulcro se encarregou da defesa do anel interior da paliçada contra o ataque da guarnição capuana, composta por campânios e 2 000 soldados da guarnição cartaginesa. Quinto Fúlvio Flaco se ocupou da defesa do anel exterior contra o ataque de Aníbal. Se uma eventual retirada fosse necessária, Nero enviava a cavalaria romana das seis legiões presentes, postadas na estrada até Suéssula, enquanto Caio Fúlvio Flaco, irmão do procônsul, foi postado com a cavalaria aliada na estrada até Casilino.
O exército de Aníbal enfrentou o exército de Quinto Fúlvio Flaco, que defendia a paliçada exterior, conseguindo que um pequeno núcleo de infantaria ibera, com três elefantes, abrisse uma brecha no centro da linha romana e chegasse até a paliçada do acampamento que fechava o cerco do anel interior no cerco. Esta ponta de lança começou seu assalto ao acampamento romano, que foi teimosamente defendido por sua guarnição, comandada pelos legados Lúcio Pórcio Licino e Tito Popílio. Adicionalmente, vários manípulos da já rompida VI legião, liderados pelo centurião primipilo Quinto Návio e pelo legado Marco Atílio atacaram os flancos do destacamento ibero que havia penetrado as linhas romanas, aniquilando-os e re-estabelecendo a ordem.
No anel interior da paliçada, os defensores da cidade atacaram em outro, mas foram repelidos até a muralha da cidade. O procônsul Cláudio Pulcro acabou sendo gravemente ferido neste combate.

## Marcha de Aníbal a Roma

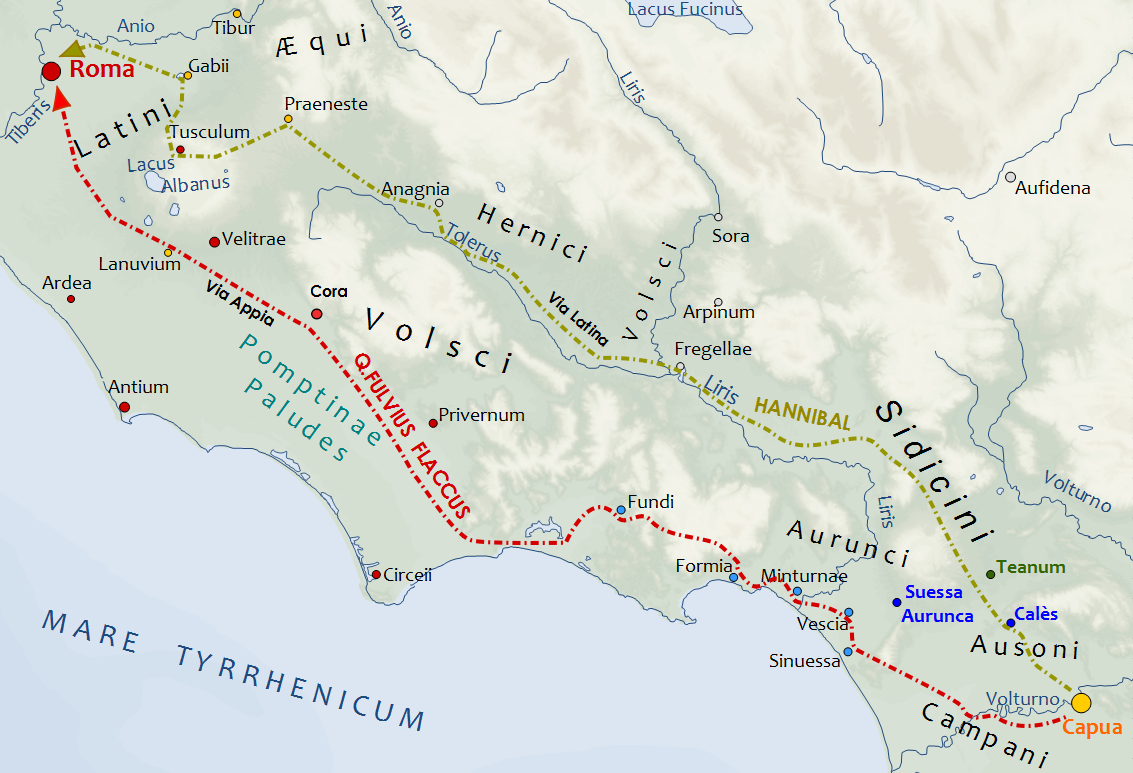
Marcha de Aníbal a Roma

Uma vez fracassada sua tentativa de romper o cerco, a falta de suprimentos nos desolados arredores de Cápua e a possibilidade da chegada de um novo exército romano pela sua retaguarda que impedisse sua fuga, Aníbal decidiu abandonar a região. Para isto, construiu balsas para cruzar o rio Volturno, a fronteira da Campânia e o Lácio, e, em uma única noite, realizou a travessia. O general cartaginês pretendia romper o cerco de Cápua lançando seu exército diretamente contra Roma, na esperança de que, com esta ameaça iminente, o exército romano se visse obrigado a abandonar o cerco para persegui-lo. Seu plano era forçar os romanos a uma batalha campal e derrotá-los novamente, como já havia feito em várias ocasiões anteriores.
Apesar de tudo, Aníbal encontrou Roma com meios suficientes para se defender. A capital contava com duas legiões recém-alistadas e, além disso, havia chegado um exército de emergência vindo de Cápua com 16 000 homens, sob o comando do procônsul Quinto Fúlvio Flaco, que veio por uma rota diferente da seguida por Aníbal. Com sua cavalaria, Aníbal arrasou os campos à volta de Roma, mas teve que se retirar depois que o exército de Fúlvio Flaco passou a atacá-lo depois de ter atravessado o rio Ânio, recuperando parte do butim. Cinco dias antes de abandonar Roma, Aníbal realizou um ataque noturno contra o acampamento de seus perseguidores, mas como uma emboscada preparada por ele fracassou, Aníbal abandonou seus planos de ajudar Cápua.

## Final da campanha
Aníbal, depois de atravessar o Lácio, dirigiu-se para a terra dos dáunios (norte da Apúlia), onde permaneceu na maior parte do tempo vigiado pelos exércitos consulares dos dois novos cônsules, Cneu Fúlvio Centúmalo e Públio Sulpício Galba. Neste verão, Cápua, acabou finalmente se rendendo aos romanos, que castigaram duramente seus habitantes. O procônsul Ápio Cláudio Pulcro acabou falecendo como resultado dos graves ferimentos sofridos durante a batalha e foi Quinto Fúlvio Flaco que organizou as severas represálias, motivo pelo qual acabou sendo acusado perante o Senado no ano seguinte. Aníbal finalmente marchou até Brúcio, no sul da península Itálica, depois de ter invernado na Lucânia. Ali, reconquistou Tisia e atacou Régio, sem sucesso, finalizando a campanha de 211 a.C..